# Imprensa Oficial do Estado do Rio de Janeiro
A Imprensa Oficial do Estado do Rio de Janeiro (IOERJ) é uma empresa pública, com autonomia financeira e administrativa que presta serviços gráficos ao estado do Rio de Janeiro. 

## História
A Imprensa Oficial foi fundada em 1 de julho de 1931, sediada na então capital do Estado do Rio de Janeiro, Niterói. Com a incumbência de realizar os serviços gráficos do governo estadual, seu pessoal e maquinário também ficarm com a responsabilidade de reproduzir atos oficiais dos municípios fluminenses, sendo tal serviço mantido ainda hoje, por meio de convênio. Com a fusão do estados do Rio de Janeiro e da Guanabara, no ano de 1975, a IOERJ manteve a responsabilidade de publicar todos os atos oficiais, bem como produzir material gráfico para suprir os mais diversos órgãos estatais que foram absorvidos. Durante as décadas seguintes, além do Diário Oficial do estado, publicou livros e outros impressos voltados a atender às necessidades da administração pública.
Atualmente, é responsável pela publicação Diário Oficial do Estado do Rio de Janeiro (DOERJ), que registra os atos dos poderes Executivo, Legislativo e Judiciário fluminense. O DOERJ é formado pelas seguintes partes:
- I - Poder Executivo
- I - Defensoria Pública Geral do Estado
- IA - Ministério Público
- IB - Tribunal de Contas
- II - Poder Legislativo
- III-F - Justica Eleitoral
- III-F - Justica Federal
- III-F Justica do Trabalho
- IV - Municipalidades
- IV - Publicações a Pedido
- NOT - Notícias